# استیو بوتل
استیو بوتل (انگلیسی: Steve Bowtell؛ زادهٔ ۲ دسامبر ۱۹۵۰) بازیکن فوتبال اهل بریتانیا است.
از باشگاه‌هایی که در آن بازی کرده‌است می‌توان به باشگاه فوتبال ووکینگ، باشگاه فوتبال مارگیت، باشگاه فوتبال دالیچ هملت، و باشگاه فوتبال لیتون اورینت اشاره کرد.
وی همچنین در تیم‌های ملی فوتبال انگلستان، و انگلستان، بازی کرده‌است.